# Могадишо
Могади́шо (сомал. Muqdisho [mʉqdɪʃɔ], араб. مقديشو‎ [muqaˈdiːʃuː], итал. Mogadiscio [moɡaˈdiʃʃo]) — столица, крупнейший город и главный порт Сомали, являющийся также её культурным, финансовым и индустриальным центром.
Население города — 2 610 000 жителей (2023). Площадь — 350 км².

## Этимология
Город был основан в XII веке арабскими и персидскими купцами как Хамар. Позже получил арабское название Maqdaäu или Muqdiäu от основы -qdä — «святой», что, по-видимому, было связано с наличием в городе нескольких мечетей, построенных в 1238—1300 годах. Предпринимались попытки вывести топоним от magdi shah — «город шаха». Или другой вариант: qadisha  (Магриб и западносемитские языки) или qadis (арабский) на современных семитских языках значит - священный. Таким образом MuQadisha(о) (МоГадишо) - значит освященный. 
Современное название — сомал. Muqdisho Мукдишо, русское традиционное написание — Могадишо — от англ. Mogadishu или итал. Mogadiscio.

## География
Могадишо находится на побережье Индийского океана на высоте 9 м над уровнем моря.
Река Уэби-Шабелле, текущая из Эфиопии, проходит вблизи от города на расстоянии 30 км от Индийского океана и поворачивает на юго-запад. Река, которая обычно пересыхает в феврале и марте, используется для орошения плантаций сахарного тростника, хлопка и бананов.

### Климат
Могадишо имеет полусухой субэкваториальный климат, с малым количеством осадков, которое, к тому же, сильно меняется от года к году (429 мм). Годовая разница в температуре воздуха очень мала: август (самый прохладный месяц) на три градуса прохладнее апреля. Жарко круглый год. Выражены доминантный сезон дождей (апрель — август), вторичный сезон дождей (сентябрь — декабрь) и сухой сезон (январь — март). В сухой сезон осадки исключены. Самая высокая зафиксированная температура составила +36 °C (апрель), а самая низкая +15 °C (июль).
| Показатель                          | Янв. | Фев. | Март | Апр. | Май | Июнь | Июль | Авг. | Сен. | Окт. | Нояб. | Дек. | Год |
| ----------------------------------- | ---- | ---- | ---- | ---- | --- | ---- | ---- | ---- | ---- | ---- | ----- | ---- | --- |
| Абсолютный максимум, °C             | 40   | 40   | 37   | 40   | 35  | 33   | 34   | 36   | 36   | 37   | 39    | 37   | 40  |
| Средний суточный максимум, °C       | 30   | 30   | 31   | 32   | 31  | 30   | 29   | 29   | 29   | 30   | 31    | 31   | 30  |
| Средний суточный минимум, °C        | 23   | 23   | 25   | 26   | 25  | 24   | 23   | 23   | 23   | 24   | 24    | 24   | 24  |
| Абсолютный минимум, °C              | 19   | 19   | 19   | 18   | 18  | 18   | 17   | 18   | 18   | 18   | 16    | 16   | 16  |
| Норма осадков, мм                   | 1    | 1    | 8    | 61   | 61  | 82   | 64   | 44   | 25   | 32   | 43    | 9    | 429 |
| Источник: Weltwetter Spiegel Online |      |      |      |      |     |      |      |      |      |      |       |      |     |

## История

### Средневековье
Высказывалось предположение, что город упоминается как порт Сарапион (Σαραπίωνος) в анонимном древнегреческом географическом руководстве «Перипл Эритрейского моря» (предположительно I век н. э.). Против такой локализации в качестве аргумента указывался тот факт, что в древности порт Могадишо не играл важной роли.
Ещё в древности на месте Могадишо пролегали важные торговые маршруты. Мусульмане из Аравийского полуострова колонизировали Могадишо в конце IX века (свидетельство Аль-Якуби, 893 год). Вскоре Могадишо стал региональным центром. В то время как большая часть земель Сомали бесплодная, земли вокруг Могадишо более пригодны для сельского хозяйства и могут прокормить больше жителей. Это также самая северная точка в Восточной Африке, где имеется удобная естественная бухта.
Начиная примерно с 1000 года увеличился объём торговли между суахильскими городами прибрежной Восточной Африки, что благоприятно повлияло на экономику города. Историческая мечеть Фахр-ад-Дина, построенная в 1269 году, сохранилась до сих пор.
В XII веке возник султанат Могадишо, который позже стал частью растущей Аджуранской империи. Султанат Могадишо поддерживал обширную торговую сеть с арабскими странами и Индией, доминировал в региональной торговле золотом, чеканил свою собственную валюту Могадишо, и оставил обширное архитектурное наследие в современной южной части Сомали.
При археологических раскопках было найдено много монет из Китая, Шри-Ланки и Вьетнама. Большинство монет относится к династии Сун. В то время города-государства суахильской цивилизации импортировали арабские гончарные изделия, китайский фарфор и индийские одежды. Экспортировался лес, слоновая кость, перламутр, рабы и железо.
Около 1335 года султанат Могадишо был завоёван суахилийским султанатом Пате, который превратил султанат в центр своих территорий на юге Сомали.

### Европейское господство и независимость
В 1499 году Могадишо было сильно разрушено в результате бомбардировки португальских кораблей под командованием Васко да Гамы. В 1500-е годы Могадишо находился под контролем Португалии. В Атласе Меркатора-Хондиуса (1607 год) Могадишо фигурирует под именем Magadoxo. В 1542 году в битве при Бенадире аджуранский флот нанёс сокрушительное поражение португальскому флоту под командованием Жуана де Сепульведе
Султан Занзибара захватил город в 1871 году. Дворец Гаресы, построенный в конце 1800-х годов для наместника султана, теперь служит музеем и библиотекой.
В 1892 году султан Занзибара отдал город в пользование Италии. Италия выкупила город в 1905 году и сделала Могадишо столицей Итальянского Сомали. Прилегающие территории перешли под контроль Италии в 1936 году.
Вооружённые силы Великобритании, двигаясь из Кении во время Второй мировой войны, оккупировали город 26 февраля 1941 года. Британцы продолжали править городом до 1952 года, когда Италия вернула свой бывший протекторат. В 1954 году был основан Сомалийский национальный университет, в составе семи факультетов (медицинского, ветеринарного, геологического, педагогического, юридического, агрономического и гуманитарного). В 1960 году Сомали обрела независимость, а Могадишо стал её столицей.
15 октября 1969 года во время визита в северный город Ласъанод тогдашний президент Сомали Абдирашид Али Шермарк был убит одним из своих телохранителей. За его убийством и похоронами быстро последовал военный переворот 21 октября 1969 года, в ходе которого сомалийская армия захватила власть, не встретив вооружённого сопротивления. Инициатором путча стал генерал-майор Мохамед Сиад Барре, который в то время командовал армией. Возглавляемый им Верховный революционный совет переименовал страну в Сомалийскую Демократическую Республику, арестовал членов бывшего гражданского правительства, запретил политические партии, распустил парламент и Верховный суд, а также приостановил действие Конституции. Революционная армия организовала масштабные программы общественных работ, включая строительство стадиона в Могадишо. Помимо программы национализации промышленности и земли, во внешней политике нового режима, базирующегося в Могадишо, упор делался на традиционные и религиозные связи Сомали с арабским миром, в ходе чего в 1974 году Сомали вступила в Лигу арабских государств.

### Свержение правительства и ввод войск ООН
Повстанческие войска под предводительством Мохаммеда Фарраха Айдида вошли в город и захватили его в 1990 году, заставив президента Мохаммеда Сиада Барре уйти в отставку и бежать в Нигерию в 1991 году. Был закрыт университет.
В ожесточённых боях 1991—1992 годов значительная часть города была разрушена, десятки тысяч голодных людей, гонимые засухой, стали опустошать сельские районы Сомали.
9 декабря 1992 года военный контингент США высадился около Могадишо для подготовки высадки миротворческих сил ООН. Миротворческая операция в Сомали, однако, закончилась неудачей в связи с тем, что войска ООН летом 1993 года начали непосредственно участвовать в гражданской войне. Недовольство местного населения и человеческие потери заставили американские войска покинуть Могадишо в 1994 году, а 3 марта 1995 года Сомали покинули последние миротворцы из других стран. В июне 1995 года Айдид провозгласил себя президентом Сомали, однако через год получил тяжёлое ранение в бою и скончался.
- Вид на Могадишо с воздуха, на переднем плане — вертолёт морской пехоты США, декабрь 1992 года
- Порт Могадишо, декабрь 1992 года
- «Зелёная линия» — центральная улица Могадишо, по которой город был разделён на две части в ходе гражданской войны. Январь 1993 года

### Союз исламских судов и вторжение Эфиопии
В 2004 году в Сомали было создано так называемое Переходное Федеральное правительство (ПФП), которое было признано ООН и Африканским Союзом как легитимное. Президентом был избран Абдуллахи Юсуф Ахмед. Новой линией противостояния стала борьба между Переходным Правительством и усиливающейся исламистской организацией Союз исламских судов (СИС).
В 2006 году произошли новые сражения за Могадишо. 5 июня 2006 года отряды СИС полностью захватили город, а Переходное Правительство бежало в город Байдабо. Однако 20 декабря 2006 года в конфликт открыто вмешалась Эфиопия на стороне ПФП. Эфиопская армия была более многочисленной и лучше вооружена, и уже 27 декабря эфиопы и союз полевых командиров отбили Могадишо у исламистов. В результате вмешательства эфиопов СИС прекратил своё существование, однако на смену ему пришла ещё более радикальная организация Харакат аш-Шабаб, которая перешла к партизанским методам борьбы против эфиопов и правительственных войск.
В начале августа 2007 года в Могадишо прибыли миротворцы АМИСОМ, их численность постепенно увеличивалась и к 2012 году достигла 12 000 человек.
В январе 2009 года эфиопы вывели свои войска из Могадишо и остального Сомали.

### Борьба между ПФП и Аш-Шабаб
В 2007—2011 годах город был ареной борьбы между Переходным Федеральным Правительством при поддержке отрядов эфиопов (до 2009 года) совместно с миротворцами из Африканского Союза и радикальными ваххабитами из организации Аш-Шабаб («Молодёжь»). Длительное время правительство контролировало лишь важные стратегические здания (Здание правительства, аэропорт, порт и т. п.) и не более 40 % территории столицы, в то время как исламисты держали под контролем большую часть Могадишо, постоянно осуществляя теракты и обстрелы правительственных сил и миротворцев.
В 1990—2000-х годах Могадишо был единственной столицей в мире, где ООН не мог оказывать международную гуманитарную помощь из-за отсутствия гарантий безопасности.
В марте 2010 года командир города, Абдурисак Мухамед Нур, призвал всех жителей столицы спешно покинуть город ввиду новых столкновений между исламистскими боевиками «Аш-Шабаб» и сторонниками умеренно-исламского правительства Шарифа Ахмеда. С начала 2010 года около 100 000 жителей[уточнить]  покинуло город. Ваххабиты заочно приговорили к смертной казни дикторов Сомалийского ТВ.
Какое-то время исламисты были близки к полному захвату столицы, однако увеличение численности миротворческого контингента, рост его опыта ведения боевых действий в городских условиях, а также увеличение количества правительственных войск изменило ситуацию.
Постепенно развивая успех, к августу 2011 года АМИСОМ и правительственные войска полностью освободили Могадишо от исламистов. Однако окрестности города все ещё находятся в руках Аш-Шабаба, которая предпринимает активные попытки вернуть утраченные позиции.
4 октября 2011 года в городе произошёл крупный террористический акт, в результате которого погибло свыше 100 человек.
14 октября 2017 года произошёл двойной теракт, печально известные теракты в Могадишо, в ходе которых погибло 587 человек и сотни получили ранения.
28 декабря 2019 года начиненный взрывчаткой грузовик подорвал террорист-смертник. Начиненный взрывчаткой автомобиль взорвался на одной из оживленных улиц столицы. В результате теракта погибло 90 человек, включая 17 сомалийских полицейских и 73 мирных жителя. Это был самый крупный теракт за последние 2 год (см. Теракт в Могадишо (2019)). Об этом 28 декабря, сообщил депутат сомалийского парламента Абдиризак Мохамед.

Меня проинформировали, что число погибших превысило 90, включая 17 сомалийских полицейских, 73 гражданских лица и 4 иностранных гражданина. Пусть Аллах будет милосерден к жертвам этой варварской атаки.
Оригинальный текст (англ.)I was informed the death toll stands over 90 including 17 somali police officers, 73 civilians and 4 foreign nationals. May Allah have mercy on the victims of this barbaric attack.

### Могадишо сегодня
В августе 2011 года миротворцам из АМИСОМ удалось установить контроль над всем городом, выбив радикальных исламистов из организации аш-Шабаб за городскую черту. Мэр Могадишо Мохамед Нур понял, что эта возможность крайне важна для стабилизации и восстановления города. Работая в тесном сотрудничестве с ООН и АМР США, администрация Нура начала масштабное восстановление дорог и общей инфраструктуры, а жители стали сотрудничать с гражданскими и полицейскими властями. В настоящее время город контролируется миротворцами Африканского союза и правительственными войсками. Однако в Могадишо по-прежнему велика вероятность терактов, а позиции миротворцев часто подвергаются атакам диверсионных групп. В то же время можно констатировать, что безопасность в городе в конце 2011—2012 годов значительно возросла по сравнению с предыдущим периодом гражданской войны. В результате относительной обеспеченности города продовольствием за счёт деятельности гуманитарных организаций многие голодающие сомалийцы из сельской местности перемещаются в Могадишо. Так, к маю 2011 года численность городского населения возросла с 1,8 млн до 2 млн жителей всего за 8 месяцев. 
После принятия новой Конституции в 2012 году и последующего избрания нового президента Сомали мэрия продолжила постконфликтное восстановление Могадишо. Опираясь на первоначальный пилотный проект, администрация Банадира запустила общегородской проект по присвоению названий улицам, нумерации домов и почтовых индексов. К 2016 году почтовые индексы появились в 156 населённых и поднаселённых пунктах, включая столичный район Могадишо. С октября 2014 года в городе осуществляет деятельность Международный банк Сомали. 
В настоящее время город представляет собой крепость, которая состоит из многочисленных блокпостов и укреплений, построенных миротворцами и соединённых между собой охраняемыми дорогами.
- Жилой район Могадишо, 2005 год
- Центральная часть Могадишо, 2013 год
- Новые здания в Могадишо, 2015 год
- Сомалиец несет рыбу-молот по улице Могадишо, 2015 год

## СМИ
Государственная телерадиокомпания — SBC (Somali Broadcasting Corporation — «Сомалийская радиовещательная корпорация»), включает в себя одноимённый телеканал и региональные радиостанции.

## Инфраструктура
Больница Эрдогана (сомалийско-турецкий учебный и исследовательский госпиталь). В городе располагалась штаб-квартира авиакомпании Air Somalia.

## Достопримечательности
- Дворец губернатора
- Кафедральный собор Могадишо
- Национальная библиотека Сомали
- Национальный музей Сомали
- Национальный театр Сомали
- Старый город Хаммавейн
- Рынок Бакаара
- Пляжи бывшего курорта Гезира